# Julia Maria Pasch
Julia Maria Pasch (* 1986 in Aachen) ist eine deutsch-österreichische Geigenbauerin.

## Leben und Wirken
Julia Maria Pasch ist die Enkelin des deutschen Bildhauers und Malers Clemens Pasch. Sie absolvierte ihre Ausbildung an der Staatlichen Musikinstrumentenbauschule Mittenwald. Zentrale Prägung erfuhr sie durch den Physiker Heinrich Dünnwald und als Assistentin bei dem Geigenbauer Stefan-Peter Greiner in Bonn, dessen Ansatz der Synästhesie und die Ablehnung der Praxis des Kopierens alter Meistergeigen sie teilt. So verfolgt sie das Ziel, die Herangehensweise der alten Meister zu verinnerlichen und daraus die Entwicklung der Streichinstrumente im originär-künstlerischen Sinne zeitgemäß voranzutreiben. Sie betreibt ihren Instrumentenbau als Spiegel unserer Zeit. 2018 hatten bereits drei Solisten ihre Stradivari für eine Pasch-Geige zurückgelegt.
Wichtige Einflüsse bezieht sie hierbei aus der Zusammenarbeit mit Kammermusikensembles, Solisten und Konzertmeistern wie dem Belcea Quartet, Dalibor Karvay, dem Atos Trio und dem Cuarteto Quiroga.
Während der Salzburger Festspiele 2017 baute Julia Maria Pasch parallel zum laufenden Festspielbetrieb eine Geige, welche für fast 50.000 Euro versteigert wurde.
2023 baute sie in einem Gemeinschaftsprojekt mit Stefan-Peter Greiner und Dominik Wlk in der Hochschule für Musik, Theater und Medien Hannover eine Violine zum 50-jährigen Jubiläum der Institution.
2023 wurde sie zur „Violinmaker in Residence“ des Echo Arts Munich berufen.
Julia Maria Pasch ist verheiratet mit dem Geigenexperten Lüder Machold, mit dem sie zwei Söhne hat. Sie lebt mit ihrer Familie in der ehemaligen Wohnung des Komponisten Richard Wagner in Wien.